# 128633 Queyras
128633 Queyras è un asteroide della fascia principale. Scoperto nel 2004, presenta un'orbita caratterizzata da un semiasse maggiore pari a 3,4388743 UA e da un'eccentricità di 0,0521932, inclinata di 6,51678° rispetto all'eclittica.